# Jahannam
În islam, Jahannam (în arabă جهنم‎) se referă la un loc din lumea cealaltă în care sunt pedepsiți făcătorii de rele. Pedepsele se aplică în funcție de cât de mari au fost păcatele comise în timpul vieții.  În Coran, Jahannam mai este denumit ca an-Nar النار ("Focul"), Jaheem جحيم ("Foc aprins"), Hutamah حطمة ("Ceea ce te sfâșie în bucăți" ), Haawiyah هاوية ("Abisul"), Ladthaa لظى, Sa’eer سعير ("Vâlvătaia"), Saqar سقر. precum și numele diferitelor porți ale iadului. La fel ca și Raiul islamic, credința comună susține că Jahannam coexistă cu lumea temporară.